# Nexus 6
Nexus 6（ネクサス シックス）は、Googleとモトローラによって共同開発された、Androidを搭載したスマートフォンである。コードネームはShamu。

## 概要
Nexus 6はNexus 5の後続モデルであり、Moto Xをベースに作られた6世代目のNexusシリーズのスマートフォンである。2014年11月に27カ国で発売され、日本では2014年12月11日に発売された。
CPUは最大2.7GHzで動作するSnapdragon 805を搭載し、メモリは3GB、ストレージは32GBと64GBの2種類がある。ディスプレイは5.96インチのWQHDになっており、AMOLED方式が採用されている。背面カメラは13メガピクセル、前面が2メガピクセル。対応するSIMカードの形状は、nano SIMである。
Qi方式のワイヤレス充電に対応しているほか、Nexus端末では初の防滴に対応している。
オペレーティングシステムはAndroid 5.0を搭載しており、Nexus 6が最初に搭載される端末の一つとなる。
契約なしのモデルは、Google ストア(以前はGoogle Play)を通じて販売される。携帯電話キャリアからは、ベスト・バイ、T-モバイル、AT&T、スプリント、ベライゾン、en:U.S. Cellular、ワイモバイルから販売される。
このうちAT&Tとベライゾンのみ、背面にキャリアロゴを冠した特別モデルを出している。これらのモデルは、決められたキャリアでしか通信が行えないSIMロックとAPNロックがかけられている。
端末仕様上は、キャリア・アグリゲーション（CA）に対応しているが、対応するすべてのバンド相互のCAに対応しきれないため、網上対応していてもCAでの利用不可能な帯域もある。また、日本でのVoLTE（ボルテ）に相当する、en:HD Voiceにも対応している（網上対応している場合のみ機能する）。
T-モバイルが提供するWi-Fi calling（Wi-Fi通信環境では無料通話）というサービスには、Nexusシリーズの中で初めて対応している。この機能は2015年のファームウェアアップデートで利用可能になる予定である。
2015年12月に販売終了し、2017年10月にセキュリティアップデートも終了。

## モデル一覧
Nexus 6には、北米向けモデルと、それ以外の国でリリースされるグローバルモデルの2種類がある。
| 製品番号     | XT1103                                         | XT1100                          |
| ------------ | ---------------------------------------------- | ------------------------------- |
| 国           | 北米                                           | グローバル                      |
| GSM （2G）   | 850/900/1800/1900MHz                           | 850/900/1800/1900MHz            |
| CDMA （3G）  | 0/1/10                                         | N/A                             |
| UMTS （3G）  | 1/2/4/5/8                                      | 1/2/4/5/6/8/9/19                |
| LTE （3.9G） | FDD:2/3/4/5/7/12/13/17/25/26/29 TDD:41         | FDD:1/3/5/7/8/9/19/20/28 TDD:41 |
| CA （4G）    | B2-B13/B2-B17/B2-29/B4-B5/B4-B13/B4-B17/B4-B29 | B3-B5/B3-B8                     |

## 既知の不具合
- AT&Tモデルの初期ロットでは、ブートしても画面が表示されず、使用不能となるバグが確認されている。AT&Tは、これらのモデルのリコールを行っている[13]。
- スプリント版のSIMカードでは、電話の受信が正常に行えないバグがある（Wi-Fi接続時のみ）[14]。
- 一部のモデルで、バックパネルが外れやすいものがある。接着剤の劣化が原因とされている。これらもリコールを行っている[15]。